# Sima de San Pedro

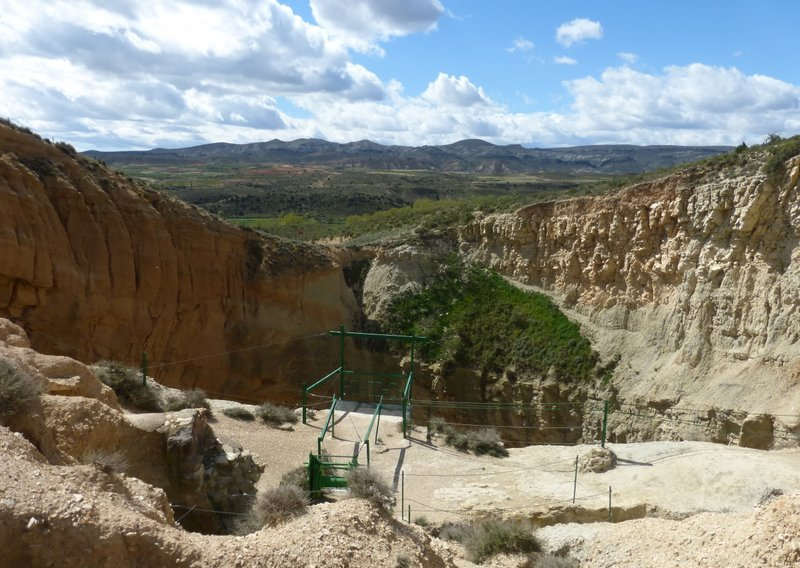
Sima de San Pedro

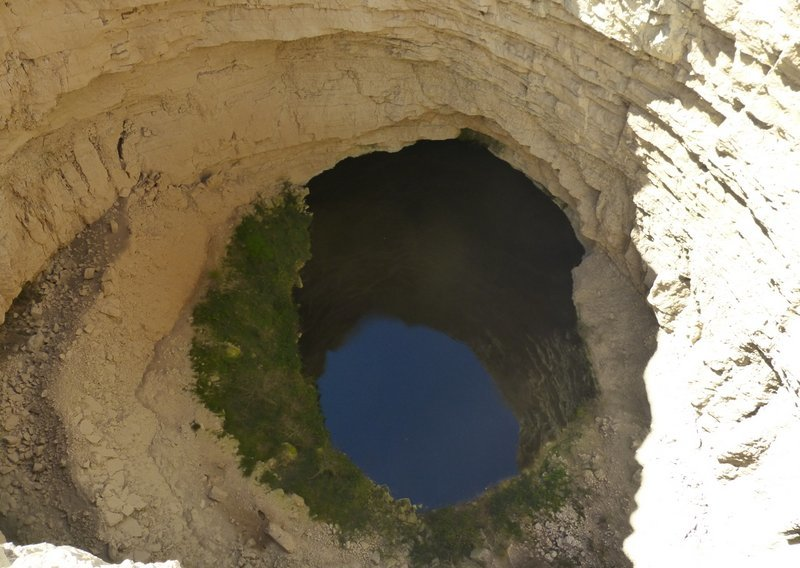
Laguna interior

La sima de San Pedro es una dolina en pozo situada en el término municipal de Oliete, al sur de la sierra de Arcos y en la vertiente norte del sinclinal de Oliete, cerca del antiguo Monasterio de San Pedro de los Griegos y del poblado ibérico del Cabezo de San Pedro.

## Descripción
Su profundidad es de 120 m, con una boca externa en forma de embudo y unos 65 × 90 m de diámetro, que hacia el interior va pasando a tener paredes casi verticales ensanchándose en el fondo, donde hay una laguna de 22 m de profundidad.
La presencia de sedimentos detríticos sueltos en la parte externa, que se prolongan hacia la ribera del Martín, y su ubicación en un barranco evidencian que antes había un complejo kárstico que disminuyó por derrumbarse encima de las cuevas, que se hacían más grandes por la circulación de agua y disolución kárstica.
La laguna recibe el agua directamente de surgencias del mismo barranco y también del agua subterránea que viene del río Martín, que en el tramo cerca de la sima circula a una altura 32 m por de encima del fondo de la sima.
Los alrededores de la sima están deforestados, predominando un romeral mixto, pero en el camino de acceso, cerca de la ermita de San Pedro, se encuentran unos de los poco ejemplares de sabina albar que se encuentran en la cuenca del río Martín y que de alguna manera hacen de enlace entre los sabinares del Sistema Ibérico y los sabinares de los Monegros. 
Son muchas las aves que encuentran refugio en la sima de San Pedro: chova piquirroja, vencejo real, graja, paloma bravía, estornino, avión común y gorrión chillón, así como siete especies de murciélagos.